# Baris timida
Baris timida är en skalbaggsart som först beskrevs av Rossi 1792.  Baris timida ingår i släktet Baris, och familjen vivlar. Arten har ej påträffats i Sverige.